# Bodorová
Bodorová (Hongaars: Bodorfalva) is een Slowaakse gemeente in de regio Žilina, en maakt deel uit van het district Turčianske Teplice.
Bodorová telt 252 inwoners.